# Chích chòe huyệt trắng
Chích chòe huyệt trắng, tên khoa học Copsychus niger, là một loài chim trong họ Muscicapidae. Chúng là loài đặc hữu của Philippin.